# باب ادنکیرک
رابرت جان اُدِن‌کِرک (به انگلیسی: Robert John Odenkirk) (زادهٔ ۲۲ اکتبر ۱۹۶۲) بازیگر، کمدین، نویسنده، تهیه‌کننده و کارگردان آمریکایی است.
وی بیشتر برای بازی در نقش یک وکیل تبه‌کار به نام ساول گودمن/جیمی مک‌گیل در سریال‌های برکینگ بد و اسپین‌اف بهتره با ساول تماس بگیری در شبکه AMC شناخته شده‌است. این اسپین‌اف، ادامه‌ای بر برکینگ بد است که آن را هم وینس گیلیگان ساخته‌است. وی همچنین در سریال آشنایی با مادر، نقش رئیس شرکت مارشال را بازی کرده‌است. از ۱۹۸۰ تا ۱۹۹۰، ادن‌کرک نویسندهٔ برنامه‌های تلویزیونی مانند پخش زنده شنبه شب، آخر شب با کانن اوبراین، یک زندگی، نمایش بن اسیتلر و نمایش دنیس میلر بوده‌است. او در آغاز سال ۲۰۰۰، تیم دو نفرهٔ تیم و اریک را کشف و برخی از سریال‌های آن‌ها را تولید کرد. ادن‌کرک کارگردان سه فیلم، بزن بریم زندان، برادران سلومون، ملوین به شام میره نیز بوده‌است. او همچنین در فیلم هکس و عملیات بازی کرده‌است.
این بازیگر در جشنواره جوایز امی در سال ۲۰۲۴ به عنوان بهترین بازیگر مرد در سریال درام کاندید شد.

## اوایل زندگی
اُدِن‌کِرک متولد بروین، ایلینوی و بزرگ شدهٔ ناپرس‌ویل، ایلینوی است. او یکی از هفت فرزند والتر ادن‌کرک است. مادر او در اثر اعتیاد والتر به الکل از وی جدا شد. این موجب شد تا باب تصمیم بگیرد تا جای ممکن از الکل دوری کند. اون بعدها از ناپرس‌ویل بیزار شد، چون برایش حس به آخر خط رسیدن داشت و می‌گفت: «من بی‌صبرانه منتظر بودم به شهری بروم و در کنار مردمی که کارهای هیجان‌انگیز می‌کنند باشم» پدر وی در اثر سرطان در ۱۹۹۵ درگذشت.
ادن‌کرک در دبیرستان شمالی ناپرس‌ویل و دانشگاه مارکت در میلواکی، ویسکانسین تحصیل کرده‌است. پس از آن به دانشگاه ایلینوی جنوبی در کاربوندیل، ایلینوی رفت.
او کار خود را با همراهی مت هسلر و جرج ویندورف به عنوان نویسنده کمدی دی جی در رادیو برای WIDB آغاز کرد. ایستگاه رادیویی محلی آن‌ها در دانشگاه کاربوندل قرار داشت. او در برنامهٔ رادیویی خود تا دیر وقت کار می‌کرد (گاهی تا ۴ نیمه‌شب). پس از سه سال در کالج وی تصمیم گرفت که در شیکاگو به نویسندگی ادامه دهد. اولین کار او با دل کلوز بود.
باب بر این باور است که بهترین اثر کمدی‌اش سیرک پرواز مونتی پایتون است.
برادر کوچک او بیل ادن‌کرک نیز نویسنده کمدی است.

## زندگی حرفه‌ای

### کار در تلویزیون
پخش زنده شنبه شب: ۱۹۸۷–۱۹۹۱
ادن‌کرک از سال ۱۹۸۷ تا ۱۹۹۱، نویسنده برنامه پخش زنده شنبه شب بود و در کنار رابرت اسمایگل و کانن اوبراین کارکرد و در بسیاری از طرح‌های آن‌ها کمک کرد.
وی در چند نقش کوچک در آن نمایش بازی کرد، خصوصاً در طول یک بازنویسی تقلیدی از Bad idea jeans در سال ۱۹۹۱ که در SNL پخش شد.
در طول آخرین سال او در برنامه پخش زنده شنبه شب وی در کنار آدام سندلر، دیوید اسپید، کریس راک و کریس فارلی کارکرد اما در نهایت تصمیم گرفت که برنامه را ترک کند.
باب در طول کارش در SNL درس‌های زیادی در مورد نویسندگی از بزرگانی چون جیم داونی، آل فرانکن، و همچنین از دوستان خود اسمایگل و اوبراین آموخت.
در سال ۱۹۸۸، زمانی که SNL در استراحت تابستانی به سر می‌برد، ادنیکرک به شیکاگو برگشت تا همراه اسمایگل و اوبراین نمایش Happy happy good show را اجرا کند.
در تابستان ۱۹۸۹، او نمایش One-Man و Show acting Guy را به همراه کارگردانی تام جیانس اجرا کرد.
در طول آخرین تعطیلات تابستانی او نمایشنامه Second city mainstage را نوشت و در آن ایفای نفش کرد.
همچین او کاراکتر مت فولی و سخنران انگیزشی را برای کریس فارلی نوشت که بعدها در SNL در مورد آن تجدید نظر شد.

#### بازیگری و نویسندگی‌های متفرقه: ۱۹۹۱–۲۰۲۱
در سال ۱۹۹۱، ادن‌کرک برای نویسندگی در برنامه Get a life استخدام شد. دوستی ادن‌کرک با بن استیلر باعث شد که او یک دفتر در SNL با او به اشتراک بگذارد که این امر سبب شد تا او در سال ۱۹۹۲ به عنوان بازیگر در Ben stiller show به کار گرفته شود.
کارکردن او به عنوان نویسنده و بازیگر در آن نمایش کمک بسیار زیادی کرد تا نمایش برنده جایزه امی در نویسندگی شود هرچند ساخت ادامه این نمایش قبل از بردن جایزه امی متوقف شده بود.
باب دیوید کراس را در برنامه بن استیلر ملاقات کرد و مدت کوتاهی پس از آن هردو آن‌ها شروع به اجرا نمایش‌های زنده کردند ک در نهایت به برنامه مستر شو با باب و دیوید تبدیل شد.
سال ۱۹۹۳، ادن‌کرک یک نقش تکراری را در نمایش لری سندرز به عنوان مدیر برنامه لری سندرز در آن نمایش بر عهده گرفت. وی در همان سال نیز نقش‌های جزئی ایی را در برنامه‌های Roseanne و Jackie Thomas Show ایفا کرد.

#### مستر شو: ۱۹۹۵–۱۹۹۸
سریال مستر شو توسط باب ادن‌کرک و دیوید کراس ساخته شد و در قالب ۴ فصل در شبکه اچ بی او پخش شد. این مجموعه شامل تعدادی از کمدین‌ها می‌شد که در مراحل اولیه کار خود بودند مانند: سارا سیلورمن، پاول اف. تامکینس، جک بلک، تام کنی، مری‌لین رایسکوب، براین پوسن، و اسکات آکرمن.
مستر شو برای جوایز گوناگون امی در نویسندگی نامزد و به‌طور کلی مورد پسند منتقدان واقع شد. بعد از اتمام سریال باب و دیگر نویسندگان فیلم ران رونی ران را نویسندگی کردند که طرحی از فصل اول سریال مستر شو بود. با این حال استودیو سازنده کنترل تولید از باب و دیوید در طی مراحل ویرایش آن فیلم گرفت و محصول نهایی را لغو کرد

#### بعد از مستر شو: ۱۹۹۹–۲۰۰۸
ادن‌کرک در فیلم‌ها و برنامه‌های تلویزیونی متعددی نقش آفرینی کرد. او پایلوت‌های تلویزیونی مانند: The Big Wide World of Carl Laemke و David's Situation را نوشت و تولید کرد ولی هیچ‌کس آنهارا پخش یا به عنوان یک سری ادامه نداد.
در سال ۲۰۰۴ ادن‌کرک یک پکیج شامل کار از تیم هدیکر و اریک واریهیم به‌طور ناخواسته دریافت کرد.

#### بریکینگ بدوفارگوو دیگر کارها: ۲۰۰۹–۲۰۱۴
در سال ۲۰۰۹ بابد ادن‌کرک به عنوان بازیگر در نقش یک وکیل تبه کار به سریال بریکینگ بد در شبکه ای ام سی پیوست. او به عنوان یک مهمان در ۳ قسمت از فصل دوم ظاهر شد و درنهایت درخشید و توانست به‌طور منظم تا فصل آخر سریال باقی بماند.
در سال ۲۰۱۱ ادن‌کرک فیلم نامه بیا انجامش بدیم را برای شبکه ادالت سویم نوشت. مدیر اجرایی او سریال کمدی The Birthday Boys را به نمایش گذاشت که باب در آن نمایش نیز ظاهر شد و به خوبی چند طرح را کارگردانی کرد.
در سال ۲۰۱۴ باب ادنکیرک در میان عوامل فصل اول سریال آنتولوژی فارگوقرار داشت و نقش بیل ازوالت یک افسر پلیس در شهر بمیجی ایالت مینه‌سوتا را بازی کرد. ازوالت پس از مرگ رئیس قبلی در اثر رشته‌ای از حوادث به عنوان رئیس پلیس جدید انتخاب می‌شود.
ازوالت پلیسی مقرراتی است و به دیدگاه معاون کلانتر مولی سالورسن که روی پرونده مالوو و نایگارد کار می‌کند اعتماد چندانی ندارد. ادنکیرک موفق شد در این نقش به خوبی از ازوالت تصویر یک پلیس تاریخ مصرف گذشته را بسازد که درک درستی از خشونت جاری در جامعه و محیط اطرافش ندارد.

#### بهتره با ساول تماس بگیری: ۲۰۱۵–۲۰۲۲
باب سال ۲۰۱۵ در سریالی با عنوان بهتره با ساول تماس بگیری که اسپین آفی بر مجموعه بریکینگ بد است، نقش آفرینی کرد. داستان این مجموعه در سال ۲۰۰۲ اتفاق می‌افتد، شش سال قبل از آغاز به کار شخصیت ساول در سریال بریکینگ بد. این مجموعه در ۶ فصل ساخته شد.
ادن‌کرک برای هر سه فصل نخست نامزد جایزه ساعات پربیننده امی برای بهترین بازیگر نقش اول مرد در مجموعه تلویزیونی درام شد.
باب در پشت صحنه فیلم‌برداری فصل ششم این سریال بیهوش و به بیمارستان منتقل شد. وی چند روز پس از انتقال به بیمارستان اعلام کرد که مشغول کسب بهبودی است. او همچنین اعلام کرد که دلیل این بیهوشی سکته قلبی خفیفی بوده‌است.

#### باب و دیوید: ۲۰۱۵
در آوریل ۲۰۱۵ گزارش شد که باب با همکار سابقش دیوید کراس تیمی را تشکیل داده تا طرح جدیدی بر اساس سریال کمدی پیشین خود، مستر شو، به نام «باب و دیوید» درست کند. این سریال توسط شبکه نتفلیکس سفارش داده شده بود که فصل اول آن در نوامبر ۲۰۱۵ منتشر شد که شامل چهار قسمت نیم ساعته و یک پشت صحنه یک ساعته اختصاصی بود. ادن‌کرک و کراس در این سریال به عنوان نویسنده، بازیگر و تهیه‌کننده نقش آفرینی کردند.
ادن‌کرک برای ساخت فصل‌های بیشتر از این مجموعه ابراز علاقه کرده‌است.

#### روز دوست دختر: ۲۰۱۷
ادن‌کرک با نویسندگان نتفلیکس همکاری و به عنوان بازیگر و تهیه‌کننده در فیلم روز دوست دختر شروع به کار کرد. این اثر یک فیلم کمدی در مورد نویسنده یک کارت تبریک بود که توسط میشل استیفنسون کارگردانی شد که از فیلم محله چینی‌ها تأثیر پذیرفته بود. شانزده سال بود که ادن‌کرک در نظر داشت که این فیلم را خلق کند.
بعد از مستر شو اریک هافمن متن اصلی فیلمنامه رأی برای او فرستاد و آن‌ها شروع به توسعه آن کردند.
هیچ‌کس :۲۰۲۱
ادن‌کرک در سال ۲۰۲۱ پیشنهاد بازی در فیلم هیچ‌کس (NOBODY) به کار گردانی ایلیا نایشولر و از ژانر اکشن و دلهره آور را در کنار بازیگرانی چون کانی نیلسن و کریستوفر لوید پذیرفت و به عنوان یک بازیگر با تجربه به خوبی از عهده نقش هاچ منسل، شخصی که در واقع یک کهنه سرباز حرفه ای از یکرو و از روی دیگر یک مرد خانواده است برآمد.
در حال حاضر کار نوشتن قسمت دوم این فیلم آغاز شده‌است.

## کارهای دیگر او در زمینه فیلم
نقش‌های نخست ادنکیرک در فیلم‌ها، کوچک بود مانند دنیای وین ۲، پسر کابلی، نمیتونم رقصیدن رو متوقف کنم و استخوان میمون بود. در سال ۲۰۰۳ ادنکیکرک فیلم "ملوین به شام میره" را کارگردانی کرد و نقش کیث را بازی کرد. فیلم بازخوردهای مثبتی از منتقدان گرفت و برنده جایزهٔ تماشاگران در فستیوال موسیقی جنوب از جنوب غربی شد.
در ۲۰۰۶ باب فیلم «بیا بریم زندان» را کارگردانی کرد که توماس لنون و رابرت بن گارانت آن را نوشته بودند و ویل آرنت، دکس شپرد، شای مک براید در آن بازی کردند.
این فیلم در وبگاه راتن تومیتوز ۱۲٪ از آرای منتقدان را دریافت کرد و به فروش ۴٫۶ میلیون دلاری رسید.
سال بعد ادن‌کرک فیلم برادران سلومون را به نویسندگی گی ویل فورث کارگردانی کرد. این فیلم ۱۵ درصد از آرا منتقدان را جلب کرد و به فروش تقریباً ۱ میلیون دلاری دست یافت.
بعد از بازی در بریکینگ بد، ادن‌کرک نقش‌های برجسته‌ای در فیلم‌های موفقی مانند: پست، هنرمند فاجعه و اکنون شگفت‌انگیز که جایزه ویژه هیئت داوران برای جشنواره فیلم سان‌دَنس ۲۰۱۳ را دریافت کرد و فیلم نبراسکا با کارگردانی الکساندر پین که نامزد نخل طلای جشنواره فیلم کن ۲۰۱۳ شد بازی کرد.
در ژوئن ۲۰۱۳، اعلام شد که باب ادن‌کرک علاوه بر نویسندگی فیلم درام کمدی روز دوست دختر، شخصیت اصلی آن را نیز بازی خواهد کرد.

## فیلم‌شناسی

#### گزیده آثار بازیگری
- رونی فرار کن (۲۰۰۲)
- ملوین برای شام می‌رود (۲۰۰۳)
- غریبه‌های فامیل (۲۰۰۶)
- الاغ وارونه (۲۰۱۳)
- معامله با احمق‌ها (۲۰۱۳)
- اکنون شگفت‌انگیز (۲۰۱۳)
- بلوار (۲۰۱۴)
- عجایب طبیعت (۲۰۱۵)
- روز دوست‌دختر (۲۰۱۷) - اولین نقش اصلی
- پست (۲۰۱۷)
- زنان کوچک (۲۰۱۹)
- هیچ‌کس (۲۰۲۱) - نقش اصلی
- زندگی وارونه (۲۰۲۲) - نقش اصلی
- هیچ‌کس ۲ (۲۰۲۵) - نقش اصلی
- اتاق بازگشت (۲۰۲۵) - نقش اصلی
- نرمال (۲۰۲۶) - نقش اصلی